# Henri Kass
Henri Kass (Garnich, 13 d'octubre de 1919 - Imperia, 7 de setembre de 1982) va ser un ciclista luxemburguès que fou professional entre 1950 i 1952. Com a ciclista amateur aconseguí notables èxits esportius, sobretot en guanyar la medalla de plata al Campionat del món de 1949, a Copenhaguen, per darrere del neerlandès Henk Faanhof.

## Palmarès
- 1949
  - 1r al Gran Premi General Patton
  - Vencedor d'una etapa a la Fletxa del sud

### Resultats al Tour de França
- 1951. No surt (21a etapa)